# Hultsjön, Västergötland
Hultsjön är en sjö i Trollhättans kommun i Västergötland och ingår i Göta älvs huvudavrinningsområde. Sjön är 3 meter djup vid sitt djupaste, har en yta på 0,086 kvadratkilometer och är belägen 69 meter över havet.

## Ekologi
I sjön finns sarv, sutare, gädda och abborre. Det har även gjorts försök att odla karp, men det misslyckades. Det har funnits rapporter om mört, men det tros inte finnas i sjön. Sjön är rik på både kväve och svavel. Detta är till stor del på grund av övergödning av sjön, då sjön kan täckas helt av näckrosor under sommaren. 